# Cybaeopsis tibialis
Espèce
Synonymes
- Amaurobius tibialis Emerton, 1888

Cybaeopsis tibialis est une espèce d'araignées aranéomorphes de la famille des Amaurobiidae.

## Distribution
Cette espèce se rencontre aux États-Unis au Maine, au New Hampshire, au Vermont et dans l'État de New York et au Canada en Ontario, au Québec, au Nouveau-Brunswick, en Nouvelle-Écosse et en Terre-Neuve-et-Labrador,.

## Description
La femelle mesure 8 mm.

## Publication originale
- Emerton, 1888 : New England spiders of the family Ciniflonidae. Transactions of the Connecticut Academy of Arts and Sciences, vol. 7 p. 443-458 (texte intégral).